# سارگپه ژاپنی
سارگپه ژاپنی (نام علمی: Buteo japonicus) نام یک گونه از سرده سارگپه است.